# František Ladislav Sál
František Ladislav Sál (8. října 1867 Studenec u Jilemnice – 30. května 1941 Praha-Horní Krč), známý také pod pseudonymy Láďa Soběhrdský či Láďa Morčanin, byl český učitel, redaktor, kronikář, vlastivědný pracovník, který publikoval díla z oboru vlastivědy, pedagogiky a harfenictví, také sesbírané pověsti a pohádky. Jeho dílo je spojeno zejména s regionem Královéhradecka.

## Rodina
Jeho otec František Zál byl bednářem. Matka Aloisie, rozená Tomášová, byla dcerou hajného. Jeho otec měl v matrice napsáno příjmení se "Z", a to vzhledem k německé výslovnosti. V roce 1915 se podařilo F. L. Sálovi oficiálně pozměnit jméno na Sál.
Dne 17. dubna 1899 se oženil s Marií, roz. Klímovou, dcerou bohatého obchodníka s uhlím z Prahy. Svatba proběhla v pražském kostele sv. Jindřicha a Kunhuty. Není vyloučené, že Sál už předtím jednou ženat byl a před zmíněnou svatbou byl vdovcem.
František měl s Marií dvě děti – Marii (narozena 1900) a Vladimíra (narozen 1903). Manželka Marie zemřela v roce 1928, tedy ve stejném roce, kdy Sál odešel do důchodu. Nejpozději v roce 1932 se přestěhoval k již dospělým dětem do Prahy. Zemřel v roce 1941. Příčinou úmrtí bylo kornatění tepen.
Pohřben byl na pražských Olšanských hřbitovech v hrobce Klímových, kde byla uložena i jeho manželka Marie, její rodiče a také dcera Františka a Marie, Marie, provdaná Troníčková (1900–1974) a pravděpodobně i její manžel Antonín (1891–1974).

## Vzdělání
Ve třech letech se se svým otcem přestěhoval do Nové Paky. Tam chodil do školy obecné (1873–1878) a měšťanské (1878–1881) a učil se tam také hudbě – houslím a klavíru – u učitele a skladatele Františka Záhorského. V pozdějších letech se v Nové Pace seznámil se spisovatelem Šlejharem a sochařem Suchardou. Jeden rok navštěvoval také německou občanskou školu v Jablonci nad Nisou. V roce 1882 nastoupil na čtyřletý učitelský ústav v Hradci Králové, který ukončil dne 18. 7. 1886, kdy dosáhl stupně učitelské dospělosti. Od května 1889 mohl začít učit na obecných školách a učit náboženství.
Avšak i dále si své vzdělání doplňoval. V roce 1910 získal osvědčení k výuce německého jazyka na obecných školách. V roce 1911 absolvoval také kurz pro dosažení způsobilosti vyučovat obchodní nauky na pokračovací škole. V letech 1910, 1912 a 1921 byl posluchačem univerzitního kurzu. Absolvoval také včelařský kurz.

## Učitelská kariéra
Působil jako učitel na mnoha školách, zejména na Českobrodsku a Královéhradecku. Nejprve učil na vesnických školách Českobrodska. Začal v únoru 1886, když nastoupil jako zatímní podučitel na obecnou školu v Poříčanech. V regionu pak rychle vystřídal řadu dalších obecných škol: Lstiboř, Tismice, Jažkovice a Přistoupim. Po pěti letech praxe začal v letech 1891–1897 postupovat na vyšší posty na škole v Poříčanech: definitivní podučitel, zatímní učitel a definitivní učitel.
V letech 1904–1908 působil na obecné škole v Českém Brodě, a to jako definitivní učitel 2. třídy a následně 1. třídy.
Poté se přesunul (resp. byl přidělen) do východních Čech a učil v Nechanicích (kde zastával stejný post, od září 1908). V roce 1909 byl přidělen do Hradce Králové na Pražské Předměstí, kde učil dlouhých 15 let, první tři měsíce jako zatímní učitel, drtivou většinu doby však jako definitivní učitel. V září roku 1924 se stal definitivním řídícím učitelem v jiné z hradeckých škol – v Kuklenách. Tam působil až do 31. srpna 1928, kdy byl zproštěn činné školské služby a odešel do penze.
Následně však do roku 1931 (než se odstěhoval do Prahy) působil jako městský kronikář Hradce Králové.
Během svého učitelského působení byl členem řady spolků. V době, kdy působil v Českém Brodě, byl předsedou tamní učitelské jednoty Komenský. Zastupoval tak reformní snahy o oddělení výuky od církve apod. Byl rovněž členem spolku Volná myšlenka Českoslovanská či Vlastivědné společnosti v Hradci Králové, k níž se dokonce dochovala členská legitimace.

## Publikační dílo
Během svého učitelského působení v Poříčanech, tedy na začátku kariéry, publikoval v tisku (Naše hlasy, Učitelské noviny, Posel z Budče, Národní listy). A již tehdy začal používat pseudonymy (Láďa Soběhradský, Láďa Chanďanov, Láďa Marčanin, F.L.D.). Pro Národopisnou výstavu českoslovanskou v Praze se v letech 1891–1895 aktivně podílel na sběru lidové kultury. Na této významné akce vystavoval sbírku zvyků a obyčejů z Českobrodska a domácí sbírku léků, olejů a koření paní Doroty Žaloudkové, kořenářky z Klučova.
Spisovatelsky aktivnější začal být až po přeložení na východ Čech (od 1908). Během působení v Nechanicích se začal věnovat studiu harfenictví. V době působení v Hradci Králové začal intenzivně sbírat lidovou slovesnost, zvyky, obyčeje. Vydal celou řadu monografických publikací. Ve svých spisovatelských počátcích (i když až v Hradci Králové) sepsal dvě studie, v nichž se zabýval dopadem harfenictví na její aktéry školou povinné. Sbírky lidové slovesnosti severovýchodních Čech (Pohádky, pověsti a národní písně královéhradeckého kraje (1919) a Černá hodinka (1932) reflektují jeho sběratelskou etnografickou práci. Nejvíce se ovšem věnoval vlastivědné tematice, a to zpravidla v kombinaci s učitelstvím. Lidová slovesnost pro něj znamenala primárně prostředek pro kvalitní a všestrannou výuku. K nejvýznamnějším v této části byly: Nauka o domově – vlastivěda (1917), Vlastivědné úvahy a pokusy (1923), Z kraje i podhoří: vlastivědná čítanka pro školu i dům (1923), Prvouka, nauka o životě, reálie (1926). Mnoho prací a studií publikoval i zde v místním tisku (Královéhradecko, Osvěta lidu, Kraj královéhradecký, Rozhledy, Časopis Společnosti přátel starožitností).
Společně s Václavem Klímou a Antonínem Votrubou sepsal dílo Českobrodsko a Černokostelecko (1901).
V letech 1901–1903, tj., v době jeho učitelského působení v Poříčanech, byl redaktorem vlastivědného sborníku Českobrodsko a Černokostelecko. V letech 1924–40 byl redaktorem vlastivědného sborníku Královéhradecko.

### Chronologie díla (monografie)
- Co má věděti každý občan o zřízení rodinném, samosprávném, státním a společenském, 2 díly (1904–06)
- Východočeské harfenictví (1911)
- Harfenické děti (1914)
- Nauka o domově - vlastivěda (1918)
- Pohádky, pověsti a národní písně Královéhradeckého kraje, Díl I. (1919)
- Vlastivědné úvahy a pokusy (1923)
- Vlastivědné úvahy a pohádky s pověstmi 14 okresů kraje Královéhradeckého (1923)
- Z kraje i podhoří, vlastivědná čítanka pro školu i dům (1923)
- Pro potřebu rodiny i školy. Časová úvaha (1925)
- Prvouka, nauka o životě, reálie (1926)
- Školní besedy a slavnosti (1927)[5]
- Královéhradecko 1. díl 1.-3. část. Místopis soudního okresu královéhradeckého (1928–1935; společně s Ludvíkem Domečkou)
- Prvouka pro druhý školní rok (1929)
- Příručka ke psaní. Pro 5 školních roků školy obecné (1929)
- K osmdesátým narozeninám presidenta ČSR T.G. Masaryka (1930)
- Vlastivědné zájezdy do Prahy (1931)
- Černá hodinka; Královéhradecký kraj ... v pohádkách, pověstech, historických zkazkách, písních i žertech (1932)
- Nová prvouka pro 1. školní rok (1932)
- Tělesnou výchovou k občanské zdatnosti. Díl I., Pro I. školní rok (1932)
- Tělesnou výchovou k občanské zdatnosti. Díl II., Pro 2. školní rok (1934)
- Metropole českého severovýchodu Hradec Králové (1936)
- Přirozená mravouka 1. škol. (běž.) roku v rámci prvoučném s občanskou naukou a výchovou, s branností a měsíčními besídkami (1937)